# Прямая Ньютона

Прямая Ньютона к четырёхугольнику

Прямая Ньютона — прямая, соединяющая середины диагоналей четырёхугольника.

## Теорема
Если в четырёхугольнике две пары противоположных сторон не параллельны, то две середины его диагоналей лежат на прямой, которая проходит через середину отрезка, соединяющего точки пересечения этих противоположных сторон. Указанная прямая называется прямой Ньютона (на рисунке показана жирной линией).
Эквивалентная формулировка:
Если прямая, не проходящая через вершины треугольника {\displaystyle ABC}, пересекает его стороны {\displaystyle BC,CA,AB} соответственно в точках {\displaystyle A_{1},B_{1},C_{1}}, то середины отрезков {\displaystyle AA_{1},BB_{1},CC_{1}} коллинеарны.

### Комментарии
- Теорему можно вывести из теоремы Менелая.
- Во второй формулировке можно заметить, что прямые {\displaystyle AB,BC,CA,A_{1}B_{1}} равноправны. Они образуют конфигурацию, называемую полным четырёхсторонником. Прямая, на которой лежат середины указанных отрезков, называется прямой Ньютона четырёхсторонника.
- В случае, если четыре прямые касаются окружности, то центр этой окружности лежит на этой же прямой Ньютона. Данное утверждение носит название теоремы Ньютона.

## Свойства
- Прямая Ньютона перпендикулярна прямой Обера.
- На прямой Ньютона также лежит точка пересечения двух средних линий, соединяющих середины противоположных сторон выпуклого четырёхугольника (первая и вторая средние линии четырёхугольника).
- Теорема Анна, названная в честь французского математика Пьера Леона Анна (фр. Pierre-Léon Anne, 1806—1850), утверждает, что в любом четырёхугольнике {\displaystyle ABCD}, не являющемся параллелограммом, прямая Ньютона является геометрическим местом точек {\displaystyle O}, обладающих свойством:
{\displaystyle S(\triangle AOB)+S(\triangle COD)=S(\triangle BOC)+S(\triangle DOA)},

где {\displaystyle S(\triangle AOB)} означает ориентированную площадь {\displaystyle \triangle AOB}.
- Замечание 1. Если точка {\displaystyle O} лежит внутри четырёхугольника {\displaystyle ABCD}, то, например, {\displaystyle S(\triangle AOB)} будет означать просто площадь треугольника.
- Замечание 2. По теореме Ньютона прямая Ньютона описанного четырёхугольника проходит через центр P его вписанной окружности. Для центра P вписанной окружности четырёхугольника теорема Анна очевидна, поскольку в описанном четырёхугольнике суммы противоположных сторон равны, а высоты четырех треугольников в теореме Анна с общей вершиной P, на которые разбивается четырёхугольник точкой  P, одинаковы и равны радиусу вписанной окружности четырёхугольника.

## Формула
Если формулы прямых четырёхсторонника в декартовых координатах имеют вид
{\displaystyle a_{i}x+b_{i}y=c_{i},\quad i={\overline {1,4}}\,,}
то соответствующая ему прямая Ньютона задаётся уравнением
{\displaystyle \det(D)\,x+\det(E)\,y={\frac {\det(F)}{2}},}
где {\displaystyle D=(d_{ij}),\,E=(e_{ij}),\,F=(f_{ij})} — матрицы размера {\displaystyle 4\times 4,} в которых
{\displaystyle d_{i1}=e_{i1}=f_{i1}=a_{i}^{2},\quad d_{i2}=e_{i2}=f_{i2}=b_{i}^{2},\quad d_{i3}=e_{i3}=f_{i3}=a_{i}b_{i},}
{\displaystyle d_{i4}=a_{i}c_{i},\quad e_{i4}=b_{i}c_{i},\quad f_{i4}=c_{i}^{2},\quad i={\overline {1,4}}.}

## Прямая Ньютона — Гаусса

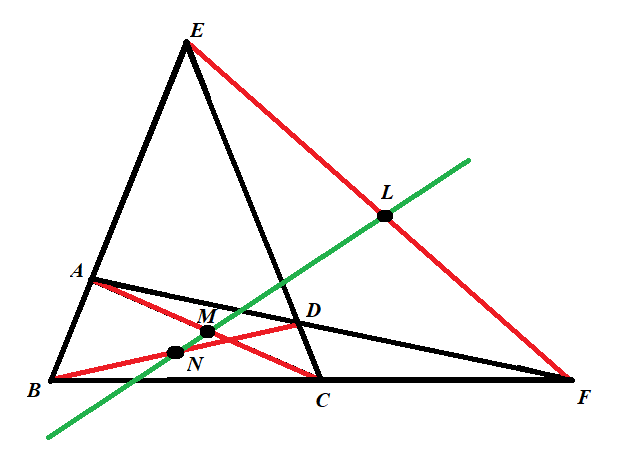
Прямая, получаемая соединением середин диагоналей (L, M и N), называется прямой Ньютона — Гаусса (зелёная)

Прямая Ньютона — Гаусса — это прямая, соединяющая середины трёх диагоналей полного четырёхугольника.
Середины двух диагоналей выпуклого четырёхугольника, у которого имеется не более двух параллельных сторон, различны и поэтому определяют прямую (прямую Ньютона). Если же стороны такого четырёхугольника продолжить, чтобы получился полный четырехугольник, диагонали четырёхугольника останутся диагоналями всего четырёхугольника, а прямая Ньютона четырёхугольника называется прямой Ньютона — Гаусса полного четырёхугольника.